# Godności i urzędy w Bizancjum w XIV wieku
Godności i urzędy w Bizancjum w XIV wieku – hierarchia urzędów w Bizancjum w XIV wieku przedstawiało się wg Pseudokodinosa następująco:
- Despota
- Sebastokrator
- Cezar
- Panhypersebastos
- Wielki Domestyk
- Protosewastiariusz
- Megaduks
- Protostrator
- Wielki Stratopedarcha
- Wielki Primikerios
- Wielki Konetabl
- Wielki Logoteta
- Protosebastos
- Pincerna
- Kuropalates
- Parakoimenos Pieczęci
- Parakoimenos Izby
- Logoteta Skarbu (genikon)
- Protosevastiarites
- Domestyk stołu
- Epi tes trapezes (Ten od Stołu)
- Wielki Papias
- Eparcha
- Wielki Drongariusz Straży
- Wielki Heteriarcha
- Wielki Chartulariusz
- Logoteta Dromu
- Protoasekretis
- Epi tou stratou
- Mystikos
- Domestyk scholi
- Wielki Drongariusz Floty
- Primikerios Dworu
- Protospatharios
- Wielki Archont
- Tatas Dworu
- Wielki Tzausios
- Pretor Ludu
- Logoteta Prywatnych Domen
- Wielki Logariastes
- Wielki Łowczy (Protokynegos)
- Skuterios
- Admirał
- Mistrz Petycji
- Kwestor
- Wielki Adnoumiastes
- Logoteta Wojska
- Pierwszy Sokolnik
- Wielki Diermeneuta
- Logoteta Oddziałów
- Akolythos
- Sędzia Wojska
- Archont Eskorty Cesarskiej
- Protoallagator
- Wielki Dioiketes
- Orfanotorof
- Protonotarios
- Epi ton anamneseon
- Domestyk Murów Miejskich
- Protokathimnenes Izby
- Protokathimnenes Szatni
- Vestiarios
- Heteriarcha
- Logariastes Dworu
- Stratopedarcha Jeźdźców z Pojedynczym Koniem
- Stratopedarcha Kuszników
- Stratopedarcha Murtatoi
- Stratopedarcha Tzakonów
- Protokathimenos Wielkiego Pałacu
- Protokathimenos  Blachern
- Domestyk Temów
- Domestyk Temów Wschodnich
- Domestyk Temów Zachodnich
- Wielki Myrtaites
- Pierwszy Komes (Protokomes)
- Papias
- Drongariusz
- Sebastos
- Myrtaites
- Parakathimeneosi Miast (wg hierarchii ważności miast)